# Perfluorhexansäure
Perfluorhexansäure ist eine chemische Verbindung aus der Gruppe der Perfluorcarbonsäuren.

## Vorkommen
Perfluorhexansäure ist eine primäre Verunreinigung, ein Abbauprodukt und ein Metabolit, der mit der heute weltweit verwendeten kurzkettigen Chemie auf Fluortelomerbasis in Verbindung gebracht wird.
In Fischfilets aus zehn Seen südlich und westlich der Alpen wurden PFHxA-Konzentrationen von bis zu 1 μg/kg gefunden. 98 % der Einwohner Kaliforniens haben PFHxA im Blutserum.

## Eigenschaften
Perfluorhexansäure ist eine farblose Flüssigkeit, die praktisch unlöslich in Wasser ist. Von PFHxA gibt es theoretisch 8 Skelettisomere.

## Verwendung
Perfluorhexansäure ist ein flüchtiges Ionenpaar-Reagenz, das als mobile Phase für LC-MS-Analysen der hochpolaren Sulfonium-Pseudo-Zucker-Bestandteile Neosalacinol und Neokotalanol, potenzielle α-Glucosidase-Inhibitoren, die aus ayurvedischen Salacia-Arten der traditionellen Medizin isoliert wurden, verwendet werden kann.
Laut Angaben der chemischen Industrie handelt es sich bei der Perfluorhexansäure um eine von 256 PFAS mit kommerzieller Relevanz aus der OECD-Liste von 4730 PFAS.

## Salze
- Ammoniumperfluorhexanoat[S 1]
- Natriumperfluorhexanoat[S 2]

## Regulierung
2019 schlugen die deutschen Behörden eine Beschränkung der Perfluorhexansäure, ihrer Salze und Vorläuferverbindungen vor. Die Beschränkung wurde am 20. September 2024 im Amtsblatt veröffentlicht. Sie gilt ab 2026 bzw. 2027.
In der EU sind die Höchstmengen von per- und polyfluorierten Alkylverbindungen (PFAS) im Trinkwasser über den Anhang I, Teil B der Richtlinie (EU) 2020/2184 (Trinkwasserrichtlinie) mit zwei verschiedenen Summen-Grenzwerten geregelt. Danach darf der Gesamtgehalt aller PFAS 0,5 μg/l, und die Summe der im Anhang III Teil B Nummer 3 genannten PFAS (PFAS-20), zu welchen auch Perfluorhexansäure gehört, 0,1 μg/l nicht überschreiten. Als Europäische Richtlinie ist die Richtlinie (EU) 2020/2184 allerdings nicht unmittelbar gültig, sondern muss jeweils in nationales Recht umgesetzt werden. In Deutschland wurde dies durch die Novellierung der Trinkwasserverordnung umgesetzt.

## Externe Links zu erwähnten Verbindungen
1. ↑  Externe Identifikatoren von bzw. Datenbank-Links zu Ammoniumperfluorhexanoat:  CAS-Nr.: 21615-47-4, EG-Nr.: 244-479-6, ECHA-InfoCard: 100.040.421, PubChem: 88971, ChemSpider: 80282, Wikidata: Q81986814.
2. ↑  Externe Identifikatoren von bzw. Datenbank-Links zu Natriumperfluorhexanoat:  CAS-Nr.: 2923-26-4, EG-Nr.: 220-881-7, ECHA-InfoCard: 100.018.984, PubChem: 23678863, ChemSpider: 68704, Wikidata: Q27285756.